# Chapelle Notre-Dame de Posat
Pour les articles homonymes, voir Chapelle Notre-Dame.
La chapelle Notre-Dame est une chapelle située dans le village de Posat, sur le territoire de la commune fribourgeoise de Gibloux, en Suisse.

## Histoire
La première chapelle aurait été construite vers 1140 par les seigneurs de Pont pour l'abbaye d'Humilimont, appartenant à l'ordre des prémontrés, qui possédait alors des terres dans le village de Posat. Entre 1145 et 1159, la chapelle abrita les sœurs de St-Norbert ; en 1362, 58 nonnes y habitaient encore.
Lors de la réforme protestante, le couvent fut fermé en 1580, soit un an après l'abbaye de Marsens. L’Auberge-Restaurant de la Croix d’Or a été construite sur les fondations du couvent. La chapelle originale de Posat, datant de l’époque de la fondation du couvent, a été détruite puis rebâtie et consacrée en l’an 1675  par les jésuites ; dédiée à la Vierge Marie, elle devient un lieu de pèlerinage au moins depuis le XVIIIe siècle ; les fidèles venaient y prier une statue qualifiée de « miraculeuse mais toute vermoulue ». Une source, située sous la chapelle, est alors supposée guérir les maux d'yeux.
En 1695, l'ancien sanctuaire fut remplacé par une chapelle style renaissance plus vaste et mieux ornée, don de Mme la colonelle Praroman. Le tableau du maître autel (Visitation) représente avec quatre tableaux au chœur et dix autres dans la nef, les mystères du saint Rosaire. D'autres tableaux ornent encore la chapelle (saint Joseph, sainte Anne, les Docteurs de l'Église). Le tabernacle, en bois sculpté et doré, est un don de la cour de Louis XV fait aux Pères Jésuites.
L'édifice, rénové en 2003-2004, est classé comme bien culturel suisse d'importance nationale.